# Zheng Silin
Zheng Silin (chinesisch 郑斯林; * Mai 1940 in Wu, Jiangsu; † 9. Mai 2022 in Beijing) ist ein chinesischer Politiker der Kommunistischen Partei Chinas (KPCh), der unter anderem zwischen 1994 und 1998 Gouverneur von Jiangsu sowie 2003 bis 2005 Minister für Arbeit und soziale Absicherung im Staatsrat der Volksrepublik China war. Er fungierte zudem zwischen 2005 und 2012 als Präsident des Verbandes der chinesischen Werbetreibenden.

## Leben
Zheng Silin begann nach dem Schulbesuch ein Studium an der Universität für Wissenschaft und Technik Taiyuan, das er 1963 beendete. Nach seinem Universitätsabschluss 1963 war er Werkstatttechniker und Leiter der Technischen Abteilung der Dandong-Automobilfabrik. 1965 wurde er Mitglied der Kommunistischen Partei Chinas (KPCh). Im Laufe der Zeit wurde er Direktor der Dandong-Fabrik für Fahrzeugtuning und war zeitweise auch Vorsitzender des Chinesischen Verbandes der Unternehmen mit Auslandsinvestitionen. Er war zwischen 1983 und 1984 Vize-Bürgermeister der bezirksfreien Stadt Dandong sowie von 1984 bis 1989 Direktor des Komitees für Außenhandel und wirtschaftliche Zusammenarbeit der Provinz Liaoning. Im Anschluss fungierte er zwischen 1985 und 1989 als Assistent von Gouverneurs von Liaoning, Quan Shuren (1983–1986) beziehungsweise Li Changchun (1986–1990), sowie im Anschluss von 1989 bis 1993 als Vize-Gouverneur der Provinz Liaoning und damit als Stellvertreter von Li Changchun beziehungsweise Yue Qifeng (1990–1994).
Auf dem XIV. Parteitag der Kommunistischen Partei Chinas (12. bis 19. Oktober 1992) wurde Zheng erstmals Mitglied des Zentralkomitees der Kommunistischen Partei Chinas (ZK der KPCh) und gehörte diesem Gremium nach seinen Bestätigung auf dem XV. Parteitag der KPCh (12. bis 19. September 1997) sowie dem XVI. Parteitag (8. bis 14. November 2002) fünfzehn Jahre lang bis zum XVII. Parteitag (15. bis 21. Oktober 2007) an. Er war zwischen 1993 und 1994 stellvertretender Leiter des Amtes für Außenhandel der Provinz Shaanxi sowie zudem Mitglied des Ständigen Ausschusses des Parteikomitees dieser Provinz. Danach wechselte er in die Provinz Jiangsu und war bis 1998 stellvertretender Sekretär des Parteikomitees sowie zwischen 1994 auch kommissarischer Gouverneur dieser Provinz. Im September 1994 löste er Chen Huanyou als Gouverneur von Jiangsu ab und bekleidete diese Funktion vier Jahre lang bis September 1998, woraufhin Ji Yunshi sein dortiger Nachfolger wurde.
Danach fungierte Zheng Silin zwischen 1998 und 1999 als stellvertretender Direktor der Staatlichen Wirtschafts- und Handelskommission und im Anschluss von 1999 bis 2003 im Zentralkomitee der Kommunistischen Partei Chinas als stellvertretender Direktor des Zentralen Arbeitskomitees für Großunternehmen. Im März 2003  übernahm er als Nachfolger von Zhang Zuoji den Posten als Minister für Arbeit und soziale Absicherung im Staatsrat der Volksrepublik China. Er hatte dieses Ministeramt bis Juli 2005 inne und wurde darauf von Tian Chengping abgelöst. Im Anschluss übernahm er November 2005 die neu geschaffene Funktion als Präsident des Verbandes der chinesischen Werbetreibenden und bekleidete diese bis zu seiner Ablösung durch Hou Yunchun im September 2012. Im März 2008 wurde er zum stellvertretenden Vorsitzenden des Ausschusses für auswärtige Angelegenheiten des Nationalen Volkskongresses gewählt und hatte diese Funktion in der elften Legislaturperiode bis 2013 inne.